# Syringa reticulata
Syringa reticulata (Бузок сітчастий) — вид квіткових рослин родини маслинові (Oleaceae)  [Архівовано 10 серпня 2020 у Wayback Machine.]. Батьківщиною бузку японського є Північна Японія. Найбільш пишно він розвивається в листяних лісах по схилах гір на островах Хондо і Хоккайдо, де досягає надзвичайної висоти. У культурі з 1876 року.

## Ботанічний опис
Це невелике листяне дерево, ендемік Японії, яке може досягти висоти 12 метрів, рідше 15 і більше метрів, зі стовбуром до 30, рідше до 40 см в діаметрі. Це найбільший вид бузку, і єдиний, який зазвичай виростає у невелике дерево, а не є кущем. Листки еліпсоподібні-гострі, 2.5-15 см в довжину і 1-8 см у ширину. Квітки білі або кремово-білі, вінчик з трубчатою основою в 4-6 мм довжини і сильним ароматом. В умовах середньої смуги добре переносить зиму і посуху. Добре цвіте і приносить плоди в Україні, в Білорусії, країнах Балтії.
Бузок сітчастий відрізняється різноманітністю і за своїми основними ознаками ділиться на два підвиди, один з яких виростає на материковій частині Азії, а саме бузок сітчастий амурський (subsp. Amurensis), і який виростає в Японії і на Сахаліні бузок сітчастий японський (subsp. Reticulata). Відмінності між підвидами незначні, і обидва вони добре приживаються навіть у Фінляндії. Рослини північного походження здатні успішно виживати аж до широти міста Оулу.
Рослина отримала народну назву «Тріскун» за те, що сирі дрова горять з сильним тріском, розкидаючи іскри і вугілля на кілька метрів.

## Ареал розповсюдження
Рослина родом зі східної Азії: росте на півночі Японії (переважно Хоккайдо), на півночі Китаю (Ганьсу, Хебей, Хейлунцзян, Хенань, Гірін, Ляонін, Внутрішня Монголія, Нінся, Шеньсі, Шаньсі, Сичуань), Корея і Далекий Схід Росії (Примор'я).

## Підвиди
Розрізняють три підвиди:
- Syringa reticulata subsp. reticulata, також syn. S. amurensis var japonica (Maxim.) Franch et Sav. — Ligustrina japonica (Maxim.) L.Henry[6] — Японія, південна гряда Курильських островів.
- Syringa reticulata subsp. amurensis (Rupr.) PSGreen & MCChang (syn. S. reticulata var. mandschurica (Maxim.) H.Hara) — Північно-Східний Китай, Корея, південно-далекосхідний регіон Росії.
- Syringa reticulata subsp. pekinensis (Rupr.) PSGreen & MCChang — Північно-Центральний Китай. Він має дуже чітку червонувато-коричневу шулухувату кору.

Бузок амурський, сітчастий (або японський) і пекінський порівняно морозостійкі (до мінус 34 ° C), але недостатньо сухостійкі.

## Значення і використання

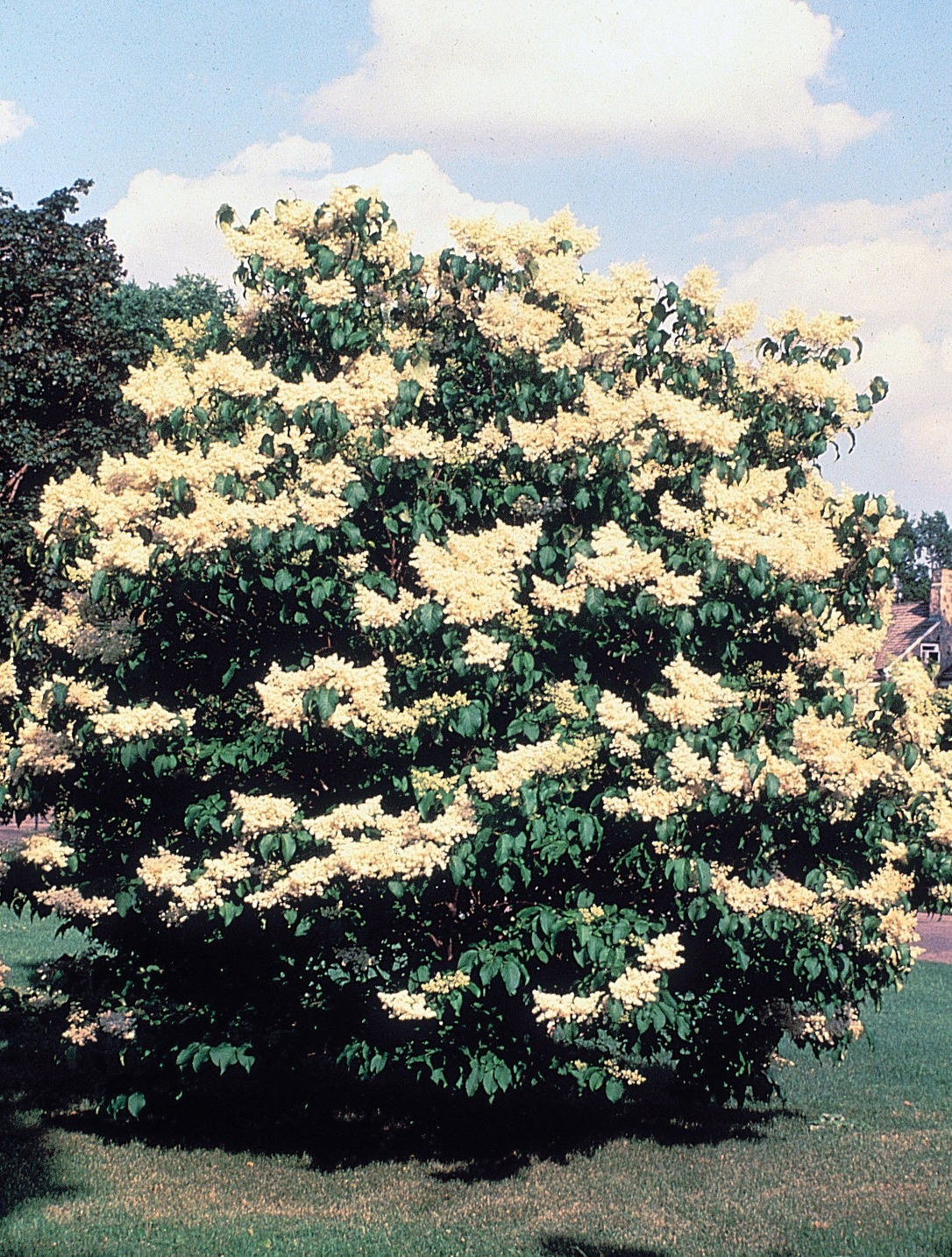
Syringa reticulata, що зростає в саду

Рослину вирощують як декоративне дерево в Європі і Північній Америці й застосовують як прекрасний матеріал для озеленення промислових міст. Зацвітає при посіві насіння на 8-й рік. У досить ефектного і рідкісного виду бузку сітчастої можна відзначити два сорти: «City of Toronto» («Сіті оф Торонто») і «Ivory Silk» («Айворі Сілк»). Найбільш відомий сорт бузку сітчастого «Айворі Сілк» (це низький бузок) порадує насиченими кремово-білими суцвіттями, а «Сіті оф Торонто» — кольору слонової кістки.